# Erster Burghof (Prager Burg)

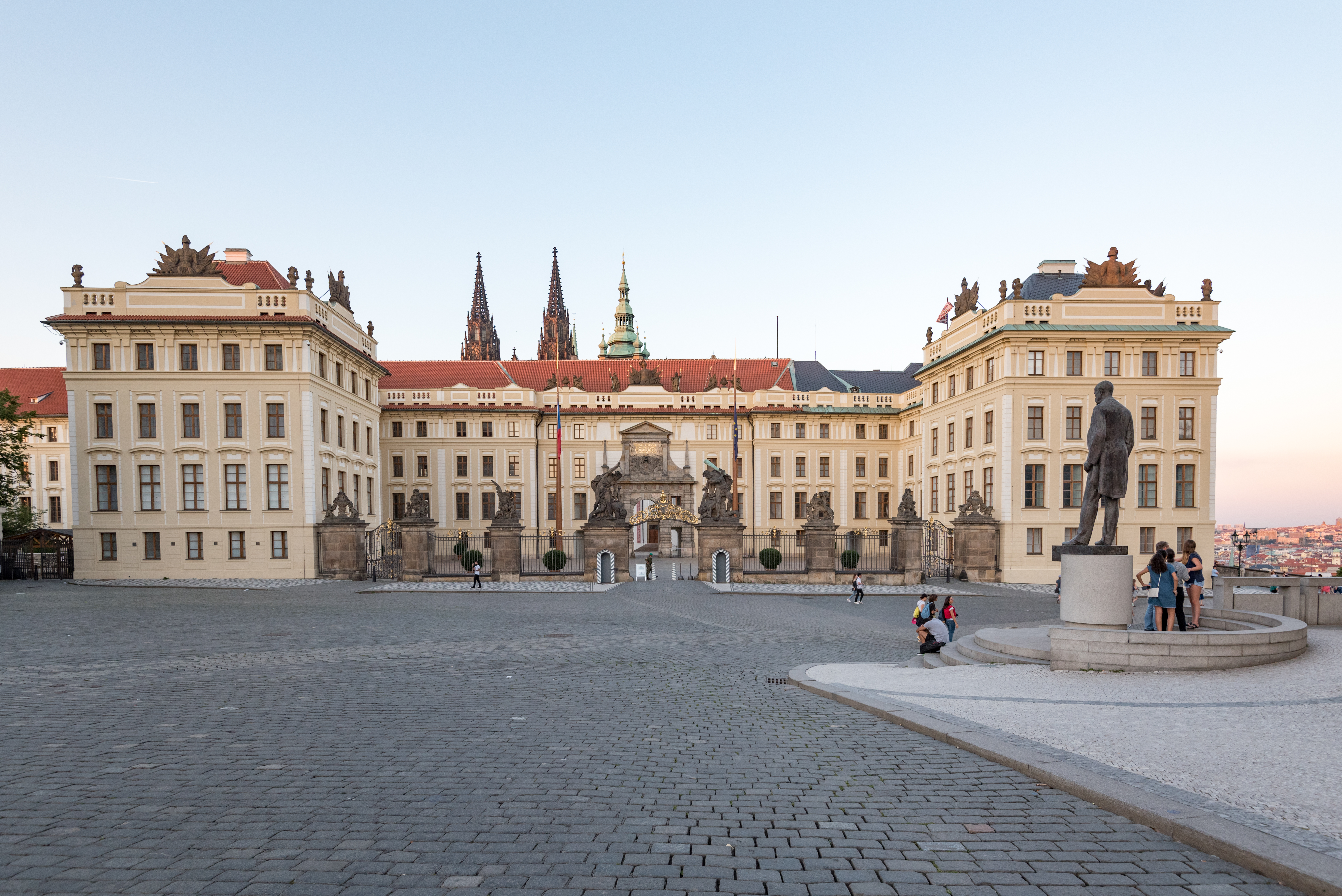
Erster Burghof der Prager Burg

Der Erste Burghof der Prager Burg (tschechisch První nádvoří Pražského hradu) ist der jüngste der vier Burghöfe. Er ist als Ehrenhof gestaltet und bildet den repräsentativen westlichen Eingang zur Burg vom Hradschiner Platz aus. Er ist der Haupteingang für die zahlreichen Touristen und Besucher der Prager Burg und auch der Ort, an dem offizielle Staatsgäste unter Mitwirkung der Burgwache feierlich empfangen werden. Die Burgwache hält Ehrenwache vor dem Eingangsportal, stündlich findet hier die zeremonielle Wachablösung statt.
Seit April 2023 können Besucher den Ehrenhof wieder direkt vom Hradschiner Platz aus betreten und müssen nicht mehr durch die Sicherheitsschleusen im Vierten Burghof. Die seit 2016 bestehenden Sicherheitskontrollen hat Präsident Petr Pavel nach seinem Amtseintritt aufgehoben.

## Geschichte und Beschreibung

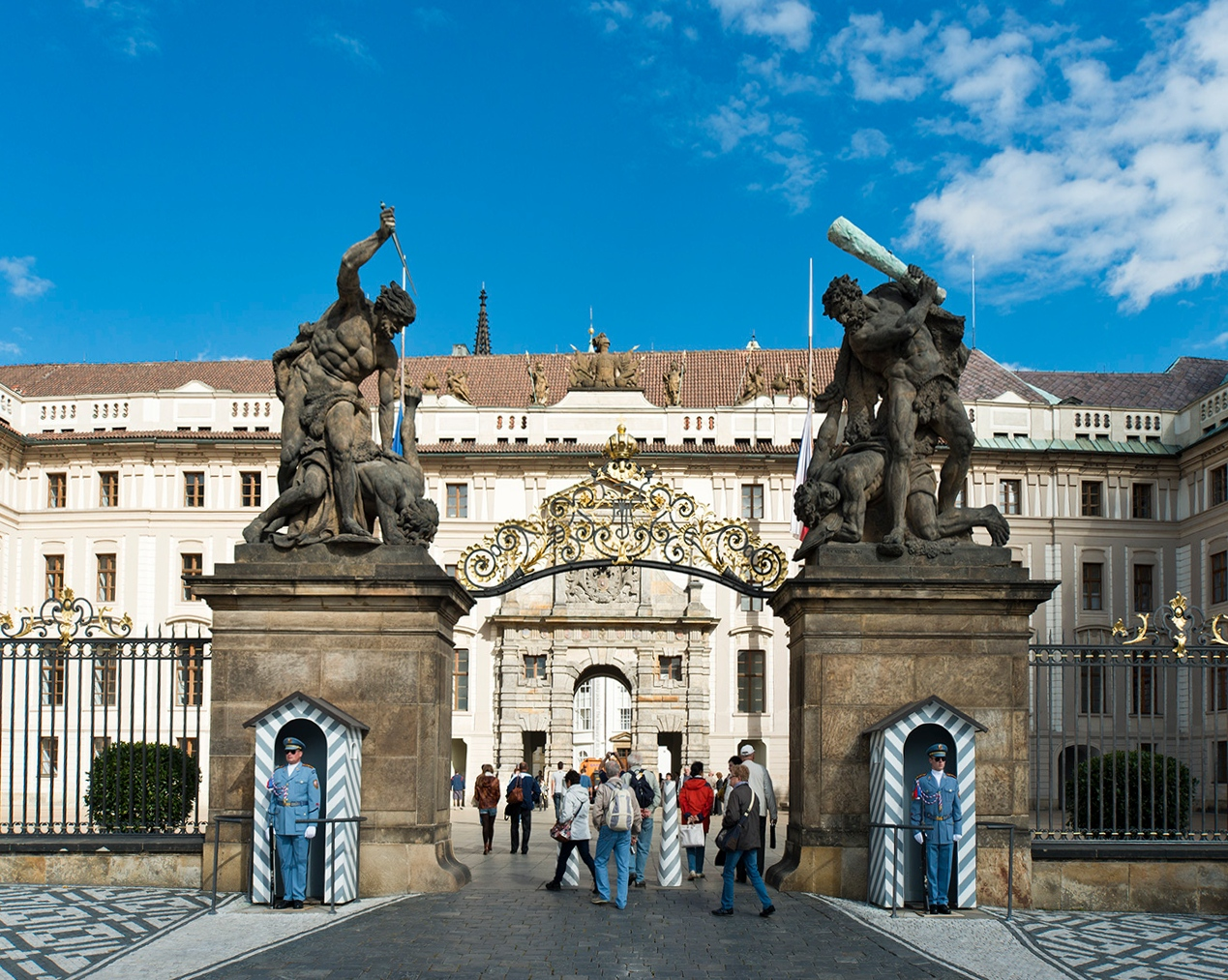
Eingangsportal des Ersten Burghofs mit Statuen der kämpfenden Giganten

Der Erste Burghof entstand an der Stelle, wo sich einst die Vorburg befand und ein Burggraben die Prager Burg vom heutigen Hradschiner Platz trennte. Sein heutiges Aussehen erhielt er während des theresianischen Umbaus der Prager Burg im 18. Jahrhundert nach Plänen des Wiener Hofarchitekten Nikolaus von Pacassi. Pacassi ließ den Burggraben zuschütten, die Gebäude vor der Burg abreißen und auf dem neu entstandenen Areal den Ehrenhof errichten.
Der Ehrenhof wird auf drei Seiten vom Eingangsflügel des Neuen Königspalastes umschlossen. Nach Westen ist er offen und vom Hradschiner Platz nur durch ein massives Gitter mit einem monumentalen Eingangsportal getrennt.

## Gebäude und Objekte

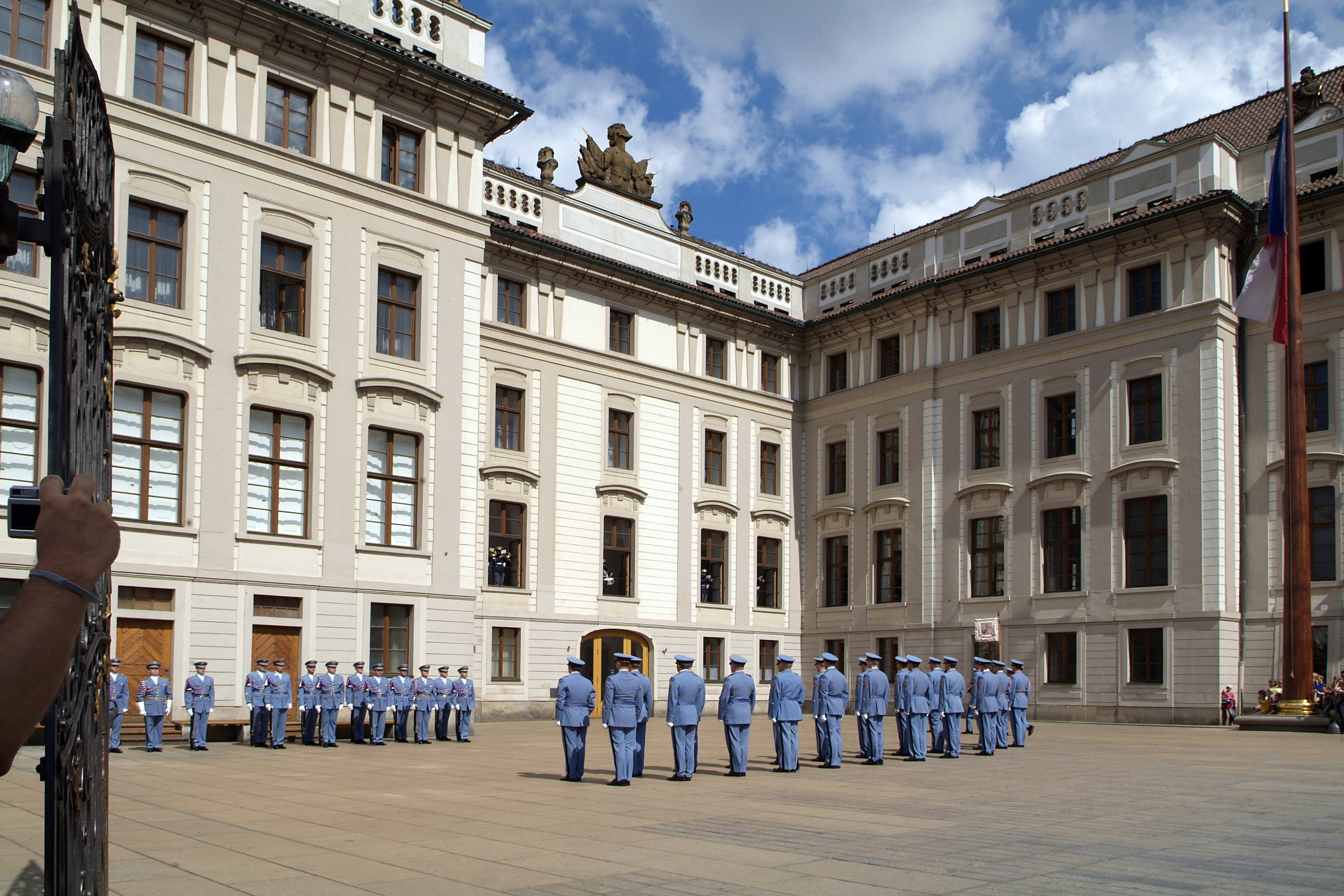
Ablösung der Burgwache im Ersten Burghof

- Das ehemals freistehende frühbarocke Matthiastor aus dem frühen 17. Jahrhundert wurde von Pacassi in den Eingangsflügel des Neuen Königspalastes integriert. Es bildet den Durchgang vom Ersten zum Zweiten Burghof.

- Der Eingangsflügel des Neuen Königspalastes wurde in den Jahren 1759 bis 1769 von Nicolaus von Pacassi symmetrisch um den Ehrenhof gebaut. Das Gebäude im Stil des italienisch-wienerischen Klassizismus umschließt den Platz von Norden, Osten und Süden. Die schlichte klassizistische Palastfassade ist an der Attika mit Statuen antiker Gottheiten und militärischen Emblemen des Bildhauers Ignaz Franz Platzer geschmückt.[3]

Aus dem Matthiastor führt im Eingangsflügel nach rechts die Pacassi-Treppe aus den Jahren 1765/1766 zu den Repräsentationsräumen im Südflügel des Neuen Königspalastes, dem Thron-, Brožík-, Spiegel-, Gesellschafts- und Musiksaal. Nach links führt die Säulenhalle mit einem prunkvollen Treppenaufgang zum Spanischen Saal und zu den weiteren Repräsentationsräumen im Nordflügel des Neuen Königspalastes, dem Rothmayer-Saal und der Rudolfsgalerie. Die Säulenhalle wurde 1927 von dem slowenischen Architekten Jože Plečnik errichtet und in den Jahren 1948 bis 1956 nach Plänen von Otto Rothmayer umgestaltet. Davor befindet sich ein Gittertor des Architekten K. Firbase aus dem Jahr 1978. Die Repräsentationsräume der Prager Burg sind der Öffentlichkeit nur zu besonderen Anlässen zugänglich. Traditionell sind dies die Nationalfeiertage am 8. Mai und 28. Oktober.
- Im südlichen Vorbau des Eingangsflügels befindet sich im Erdgeschoss eine verglaste Aussichtshalle, die einen schönen Blick auf die Schlossstiege und auf Prag bietet. Die Halle wurde 1924 von Plečnik neugestaltet.[3]

- Der nördliche Vorbau des Eingangsflügels mit einem (geschlossenen) Durchgang zum Vierten Burghof wird von der Burgwache genutzt.

- Das geschmiedete, teilweise vergoldete Rokokogitter mit dem monumentalen Eingangsportal in der Mitte trennt den Ehrenhof vom Hradschiner Platz. Das Gitter wird von acht Säulen aus Sandsteinblöcken gegliedert. Die beiden mittleren tragen die Sandsteinskulptur Kampf der Giganten. Die Statuen stellen Gladiatoren in der römischen Arena in dem Moment dar, in dem die siegreiche stehende Figur dabei ist, den besiegten Gegner mit einem letzten Schlag zu seinen Füßen zu vernichten.[4] Die benachbarten Säulen tragen Skulpturen des Reichsadlers, des Löwen mit einer Krone und Putten; die äußeren Säulen sind mit Vasen und Putten geschmückt. Der Skulpturenschmuck aus weichem Sandstein wurde im Jahr 1769 von Ignaz Franz Platzer geschaffen. Die Skulpturen verfielen im Laufe der Zeit und wurden im Jahr 1912 durch Nachbildungen von Čeněk Vosmík und Antonín Procházka ersetzt. Über dem Eingangsportal befindet sich ein teilweise vergoldeter schmiedeeiserner Bogen mit einer Königskrone.[3]

- Die Fahnenmasten, errichtet im Jahr 1925 vor dem Matthiastor nach einem Entwurf von Jože Plečnik, sind 25 Meter hoch und stehen auf niedrigen quadratischen Granitsockeln. Ursprünglich waren sie aus Stämmen mährischer Tannen gefertigt, um die böhmisch-mährische Verbundenheit zu symbolisieren. Heute sind es Nachbildungen.[5]